# Día Mundial del Rock
El Día Mundial del Rock es una fecha conmemorativa a nivel mundial que se celebra el 13 de julio de cada año. El motivo principal de la elección de esta fecha fue para conmemorar la realización del mega concierto de rock "Live Aid", celebrado el 13 de julio de 1985, el cual contó con la presencia de importantes bandas e intérpretes del género procedentes de Europa y Estados Unidos con el fin de recaudar fondos a beneficio de Somalía y Etiopía, países del continente africano que atravesaban por una severa crisis de hambruna.
Este evento se llevó a cabo en dos escenarios principales en simultáneo, siendo estos organizados en las ciudades de Londres en Inglaterra y Filadelfia en Estados Unidos. Su principal ideólogo fue el compositor irlandés Bob Geldof, quien fundó la organización "Band Aid Trust" para lograr su cometido de organizar este evento y durante su desarrollo pasaron por sus escenarios bandas de la talla de Queen, U2, The Beach Boys, Dire Straits, Reo Speedwagon, Black Sabbath, Led Zeppelin, Judas Priest, The Who e intérpretes como Mick Jagger, Tina Turner, George Michael, Bryan Adams, Kenny Loggins, Eric Clapton, Sting, Phil Collins, David Gilmour, David Bowie, Elton John, Bob Dylan, Paul McCartney, entre otros. 
El éxito de este evento traspasó las fronteras de los lugares en donde se desarrolló, lo que finalmente terminaría motivando la declaración, a partir del año siguiente, del día 13 de julio como el Día Mundial del Rock, en homenaje al evento Live Aid y a la gran convocatoria de artistas que generó por motivos meramente humanitarios.

## Historia

El Cuerno de África. Región del mencionado continente que padeció durante mediados de la década del '80 una de las peores crisis de hambruna de su historia.

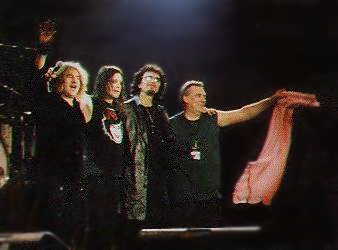
La banda británica Black Sabbath, puso también su aporte artístico en este evento. (Foto de 1999).

A mediados de la década del '80, comunidades localizadas en la zona conocida como "El Cuerno de África", atravesaban una dura crisis a causa de una epidemia de hambruna, siendo los países de Somalía y Etiopía los más castigados por esta peste. Casi un millón de personas perdieron la vida, solamente en Etiopía, entre los años 1984 y 1985, siendo esta crisis catalogada como una de las más catastróficas que haya vivido esta comunidad del oriente africano.
Ante esta situación, el cantante irlandés Bob Geldof buscó la forma de idear un plan de ayuda que consiguiera reunir fondos para otorgar a esta región un paliativo a una crisis que era una constante en esta región del África, pero que estaba experimentando su más brutal versión en ese período. Por tal motivo, decidió fundar la organización "Band Aid Trust" a través de la cual comenzaría a darle forma a su ambicioso proyecto que terminó por bautizar como "Live Aid" (en español, Ayuda en Vivo). Él tenía pensado reunir sobre un mismo escenario a las bandas y artistas más convocantes e influyentes de los géneros del rock y el pop, teniendo una presencia mayoritaria del primer género mencionado. Asimismo, Geldof tendría pensado desdoblar su idea organizando dos escenarios en simúltáneo, eligiendo para ello el Wembley Stadium de la capital del Reino Unido y el JFK Stadium, de la localidad de Filadelfia en los Estados Unidos.
Este megaevento contó con la participación de artistas reconocidos de ambas márgenes del Atlántico, tales como Queen, Led Zeppelin, Black Sabbath, Judas Priest, Duran Duran, Sting, The Who , Bryan Adams, Mick Jagger, Carlos Santana, David Bowie, Paul Mccartney y varios otros que se convertirían en iconos del género con el paso de los años.
Con todos estos ingredientes, el Live Aid finalmente se inauguró el 13 de julio de 1985, desarrollándose durante 16 horas en simultáneo entre Londres y Filadelfia, siendo a su vez retransmitido en vivo y en directo en 72 países convirtiéndose en uno de los eventos más vistos y asistidos en la historia. Gracias a la unión de los artistas y el aporte de los espectadores del evento, Live Aid consiguió superar la suma de los 100 millones de dólares, los cuales fueron destinados al fondo de salvación de las víctimas de la hambruna de África.
La trascendencia que tuvo el acto benéfico de estos artistas más la importancia en la organización del evento, la asistencia del público en general y la presencia mayoritaria de artistas del género del rock en este evento, terminó por fijar, a partir de este evento, el 13 de julio como fecha conmemorativa del Día Mundial del Rock.
- [4]

## Algunos artistas que participaron de este evento
- Phil Collins
- Queen
- Bob Dylan
- Elton John
- Madonna
- Paul McCartney
- The Who
- Dire Straits
- U2
- Led Zeppelin
- Eric Clapton
- Judas Priest
- Black Sabbath
- David Bowie
- Mick Jagger
- Keith Richards
- Ron Wood